# Jah Cure
Jah Cure ou Iyah Cure (nascido Siccature Alcock; Hanover, 11 de outubro de 1978) é um músico jamaicano de reggae, que chegou à fama no final dos anos 90. Foi batizado de Jah Cure por Capleton, que ele conheceu enquanto crescia em Kingston.[carece de fontes?] Em 1997, com apenas 18 anos de idade, Jah Cure lançou o single "King in this Jungle", um dueto com Sizzla e produzido pelo então seu mentor, Beres Hammond.
Em novembro de 1998, enquanto andava em uma van nas proximidades de Montego Bay,[carece de fontes?] foi detido e depois preso pela polícia sob a acusação de estupro, roubo e posse de armas. No julgamento, realizado em abril de 1999 foi declarado culpado e condenado a 15 anos de prisão. Desde então, Jah Cure tem firmemente mantido a sua inocência.
Enquanto na prisão, ele tinha acesso ao equipamento de gravação e lançou 3 álbuns e uma série de singles, alguns dos quais vieram para o topo nas paradas jamaicanas.[carece de fontes?]
Depois de libertado em 2007, ele havia lançado seu último álbum, The Universal Cure em 2009.

## Discografia
- Free Jah's Cure The Album the Truth (2000)[3]
- Ghetto Life (2003)[4]
- Freedom Blues (2005)[5]
- True Reflections...A New Beginning (2007)[6]
- The Universal Cure (2009)[2]
- World Cry  (2012)[7]
- The Cure (2015)